# باجرمي

خريطة تُبين الحدود الرومانية الساسانيّة

باجرمي (بالكردية: گەرمیان، گەرمكان، Garmakan‏) هي منطقة تاريخية وقعت حول مدينة كركوك، شمال العراق. وحدها من الشرق منطقة حلوان في إيران وطيرهان (تكريت وما حولها) من الغرب. وعرفت بخصوبتها نظرا لجريان نهري الزاب الأسفل وديالى بها.

## التسمية
يعتقد أن تسميتها تعود إلى السريانية بيت گرمي (ܒܝܬ ܓܪܡܐ)، وهي كلمة تعني «مكان العظام» نسبة إلى معركة انهزم بها الأخمينيون أمام المقدونيين بقيادة الإسكندر، حيث يروى أن عظام الفرس غطت الأرض لكثرتها. كما عرفت بالفهلوية ب-گرميان و-گرمكان وهي التسمية التي عرفت بها بالكردية كذلك. وأصبحت بعد أن فتحها عتبة بن فرقد السلمي تعرف بعدة تسميات بالعربية منها: باجرمي وباجرمق.

## التاريخ
حازت هذه المنطقة على أهمية في عهد السلوقيون وخاصة بعد تأسيس كرخ سلوخ (كركوك) وقلعتها. كما أصبحت مركزا هاما للمسيحية وصارت كرخ سلوخ من أبرز بطريركيات كنيسة المشرق حتى مجيء تيمور لنك في القرن الرابع عشر.